# Гюббенет, Николай Константинович
Никола́й Константи́нович фон-Гюббенет (22 августа 1862 — 9 марта 1931, Рига, Латвия) — русский общественный деятель и политик, член III Государственной думы от Могилевской губернии.

## Биография
Православный. Из потомственных дворян Могилевской губернии. Землевладелец той же губернии (706 десятин).
Учился в Александровском лицее. В 1883 году поселился в своем имении Ярошевка Климовичского уезда, занимался сельским хозяйством. Способствовал развитию народного образования: построил несколько школ, содержавшихся на его счет, был одним из основателей и первым председателем (1907) Общества распространения среднего образования в Климовичском уезде.
5 декабря 1884 году поступил на службу в канцелярию Могилевского дворянского депутатского собрания. Избирался Климовичским уездным предводителем дворянства (с 1898), почётным мировым судьей (с 1893) Чериковского уезда, затем почетным мировым судьей Климовичского уезда (на 1915 год). Состоял председателем уездного по крестьянским делам присутствия и Климовичского уездного съезда. Подносил Николаю II хлеб-соль по поводу бракосочетания их императорских величеств, а в 1896 году участвовал в торжествах коронации Николая II в качестве представителя дворянства Могилевской губернии. Дослужился до чина действительного статского советника (1912).
Состоял выборщиком в Государственную думу I и II созывов. В 1907 году был избран членом Государственной думы от Могилевской губернии. Входил в русскую национальную группу, с 1909 года — русскую национальную фракцию. Входил в Совет фракции. Состоял членом комиссий: по местному самоуправлению, по запросам, по народному образованию, по организации экспедиции на Северный полюс. В 1908 стал членом совета Всероссийского национального союза, с 1909 состоял секретарем совета.
После Октябрьской революции был арестован, сидел в Петропавловской крепости, бежал, эмигрировал в Латвию.
Умер в 1931 году в Риге. Похоронен на Покровском кладбище.

## Память
В честь Н. К. Гюббенета назван мыс Гюбенет (на карты название наносится с искажением фамилии; Баренцево море, Новая Земля, мыс нанесён на карту в 1912 году участниками экспедиции Г. Я. Седова, тогда же назван по фамилии члена комитета по снаряжению экспедиции Н. К. Гюббенета).

## Награды
- Орден Святого Станислава 2-й степени (1901 год)
- Орден Святой Анны 2-й степени (1905 год)